# 訃報 2010年12月
訃報 2010年12月（ふほう 2010ねん12がつ）では、2010年12月中に物故した、又は物故が報じられた人物についてまとめる。

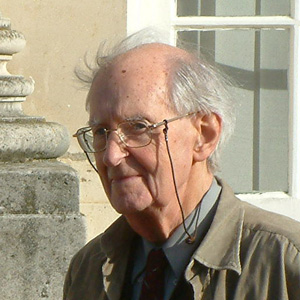
アドリアーン・ブラウ／12月1日没

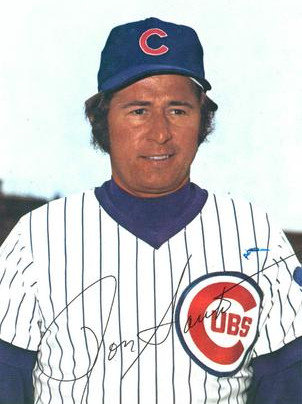
ロン・サント／12月2日没

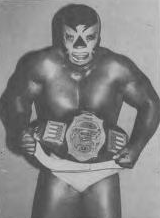
スキップ・ヤング／12月3日没

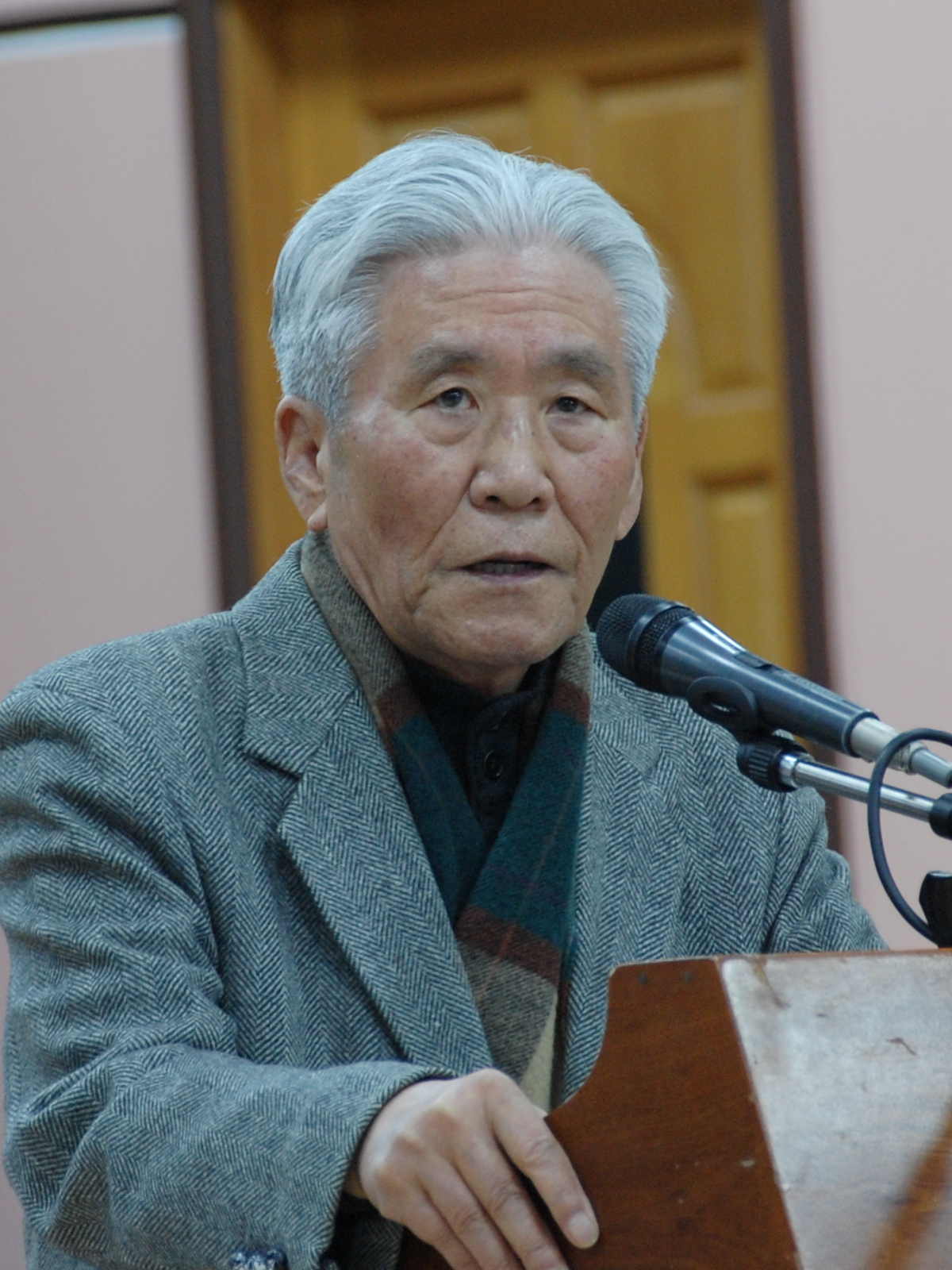
李泳禧／12月5日没

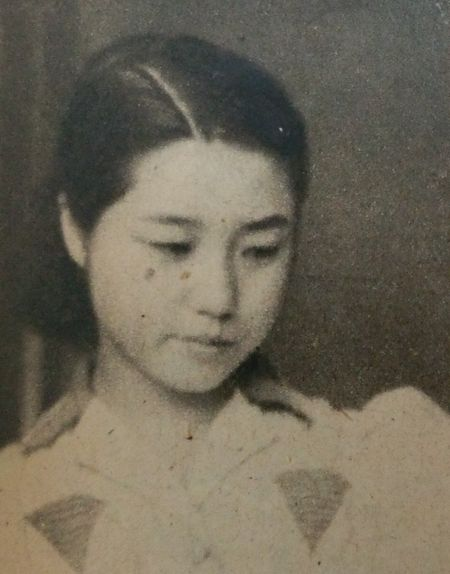
豊田正子／12月9日没

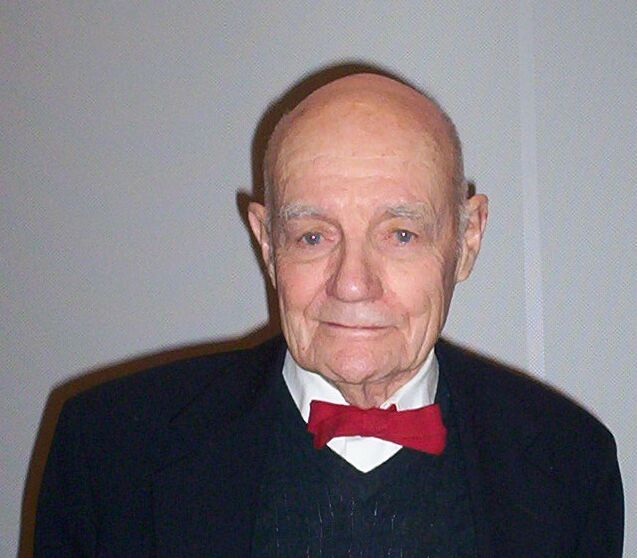
ジョン・フェン／12月10日没

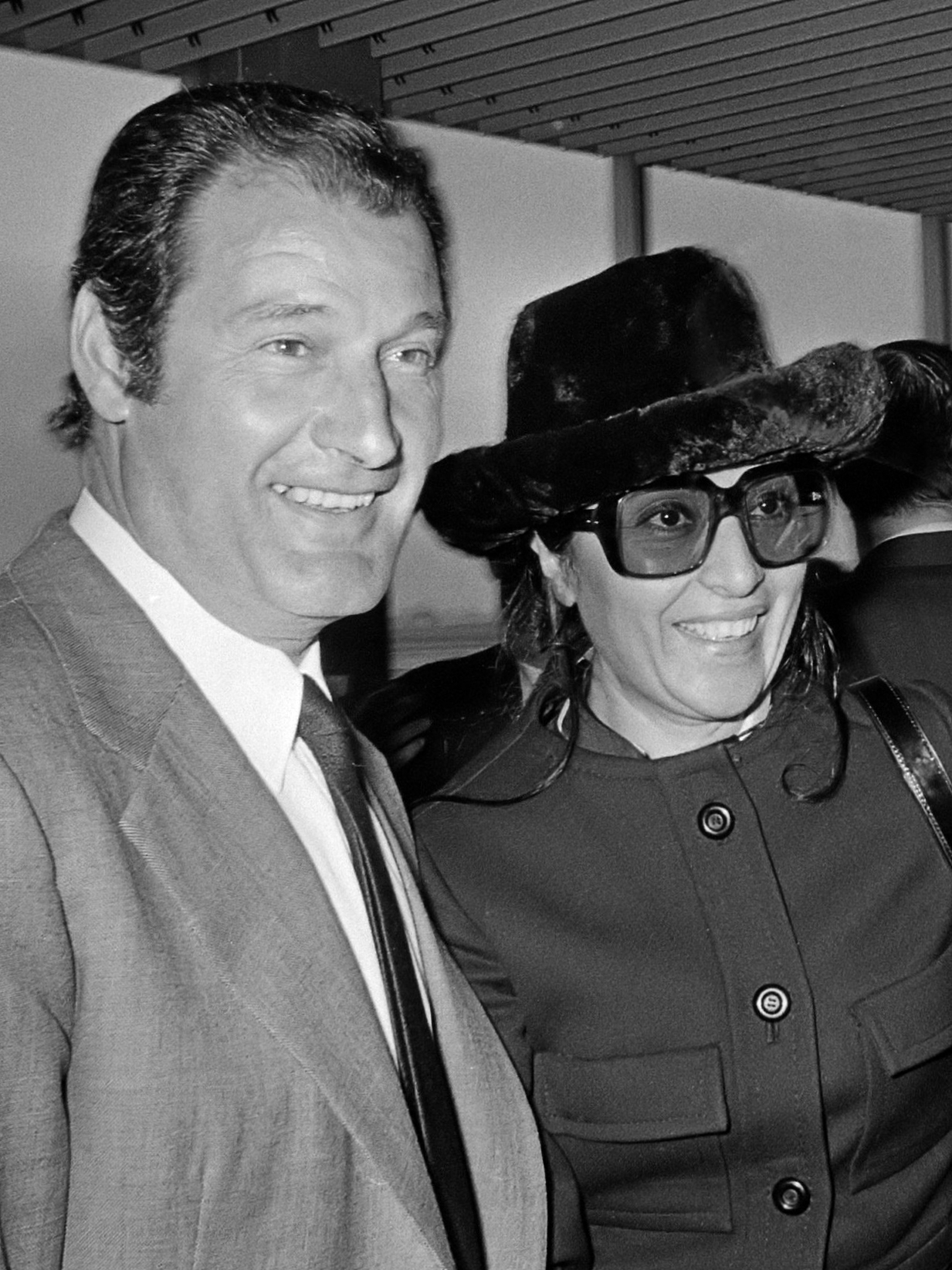
マルセル・ドミンゴ（左）／12月10日没

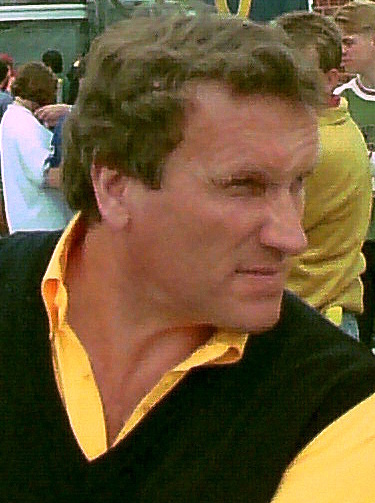
トム・ウォーキンショー／12月12日没

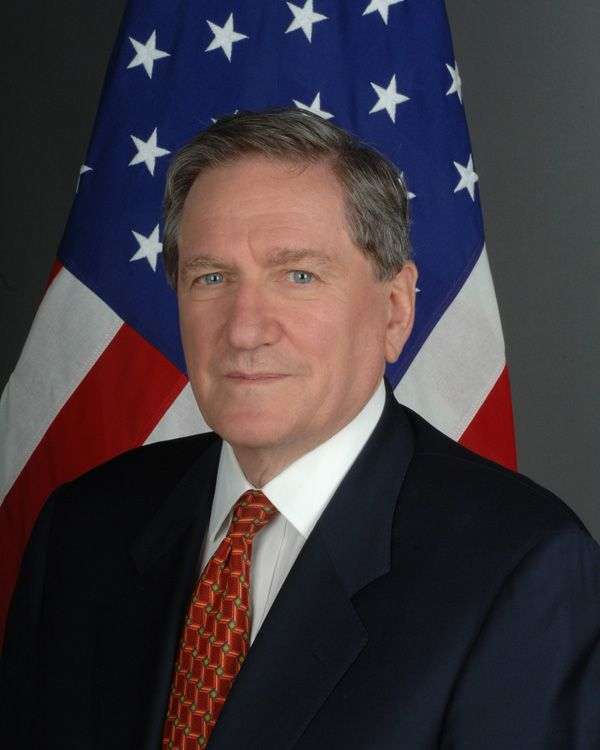
リチャード・ホルブルック／12月13日没

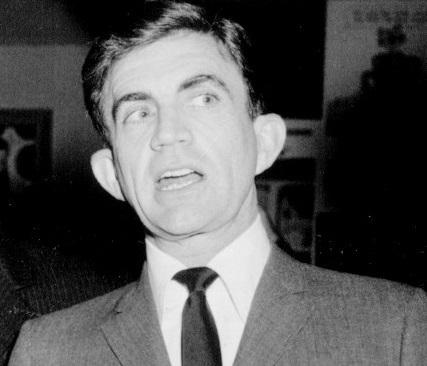
ブレイク・エドワーズ／12月15日没

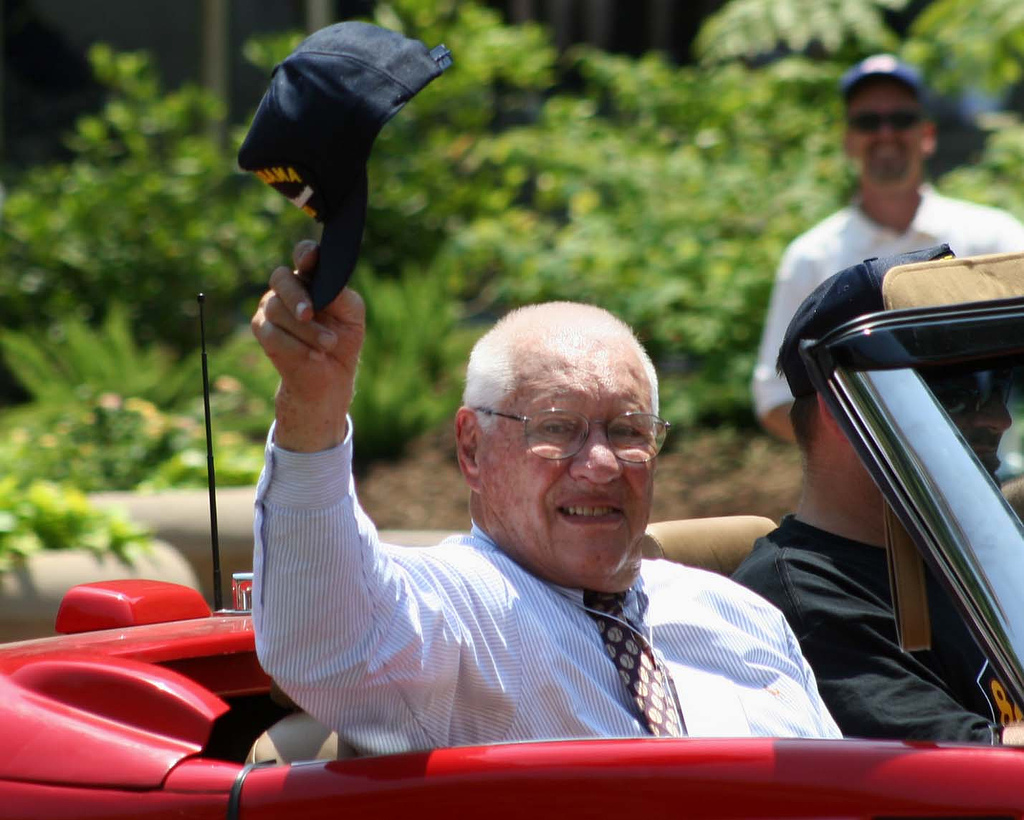
ボブ・フェラー／12月15日没

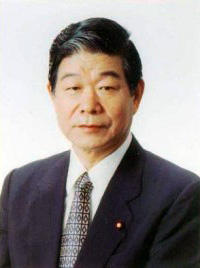
井上喜一／12月16日没

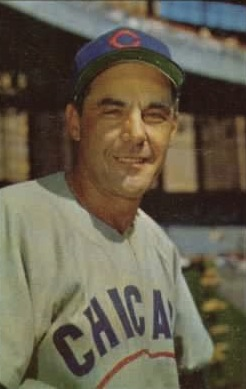
フィル・キャバレッタ／12月17日没

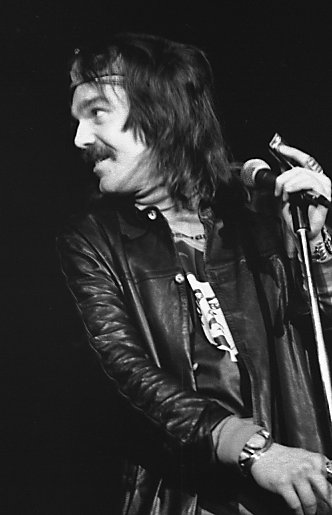
キャプテン・ビーフハート／12月17日没

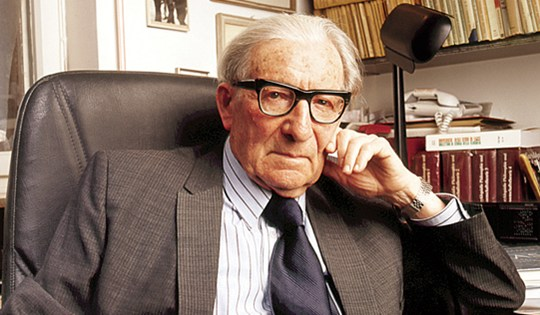
マックス・ヤンマー／12月18日没

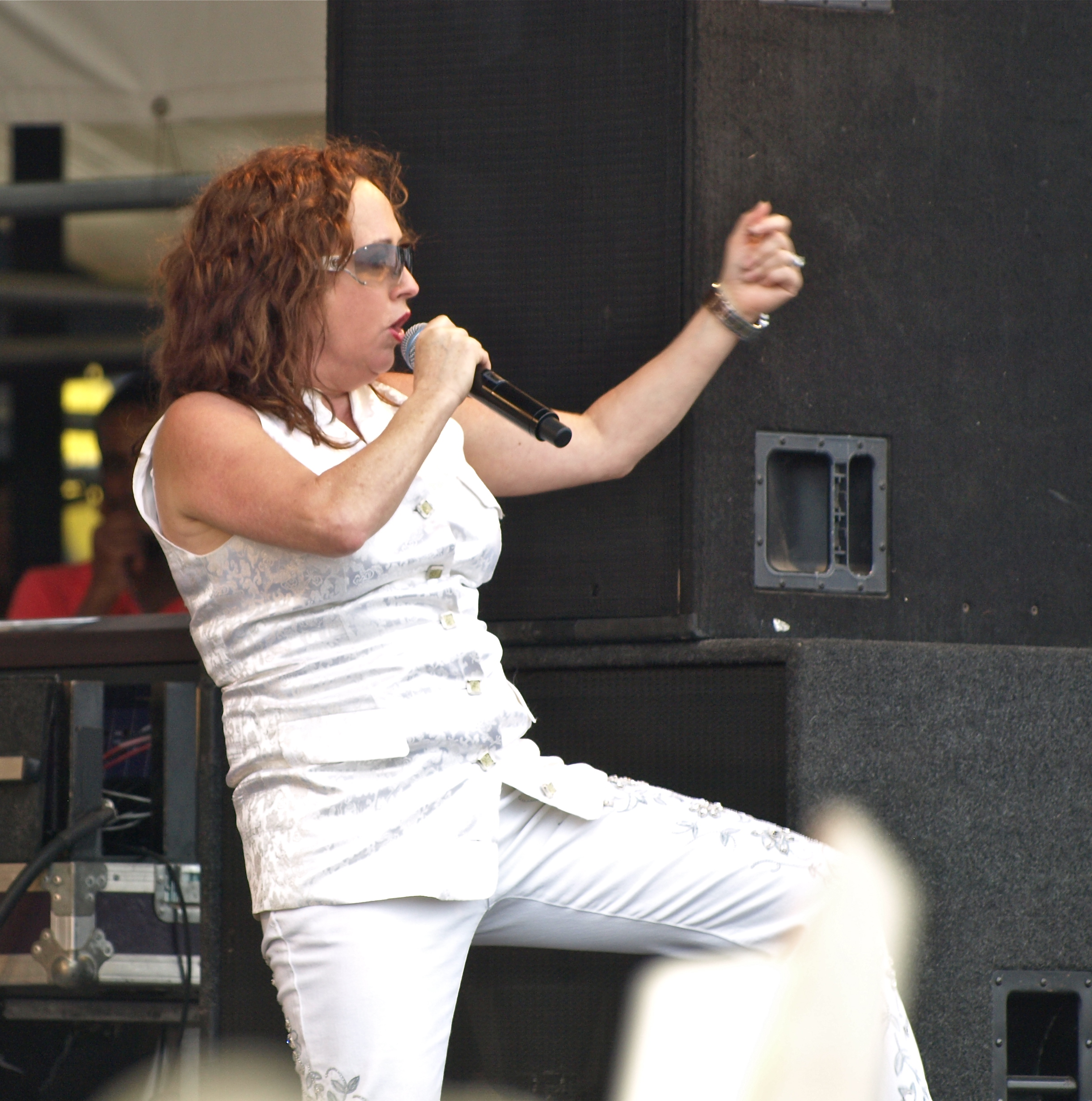
ティーナ・マリー／12月26日没

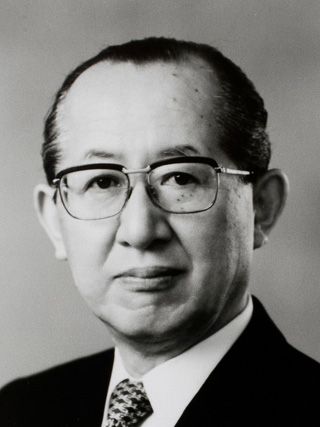
伊藤正己／12月27日没

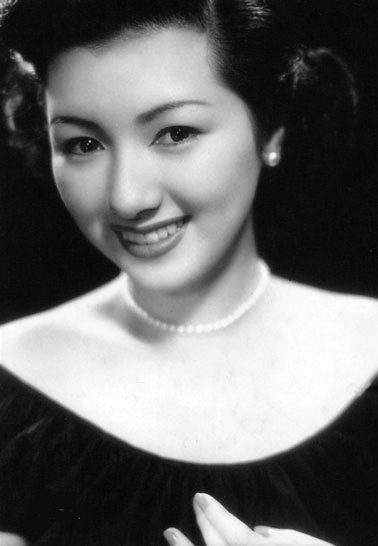
高峰秀子／12月28日没

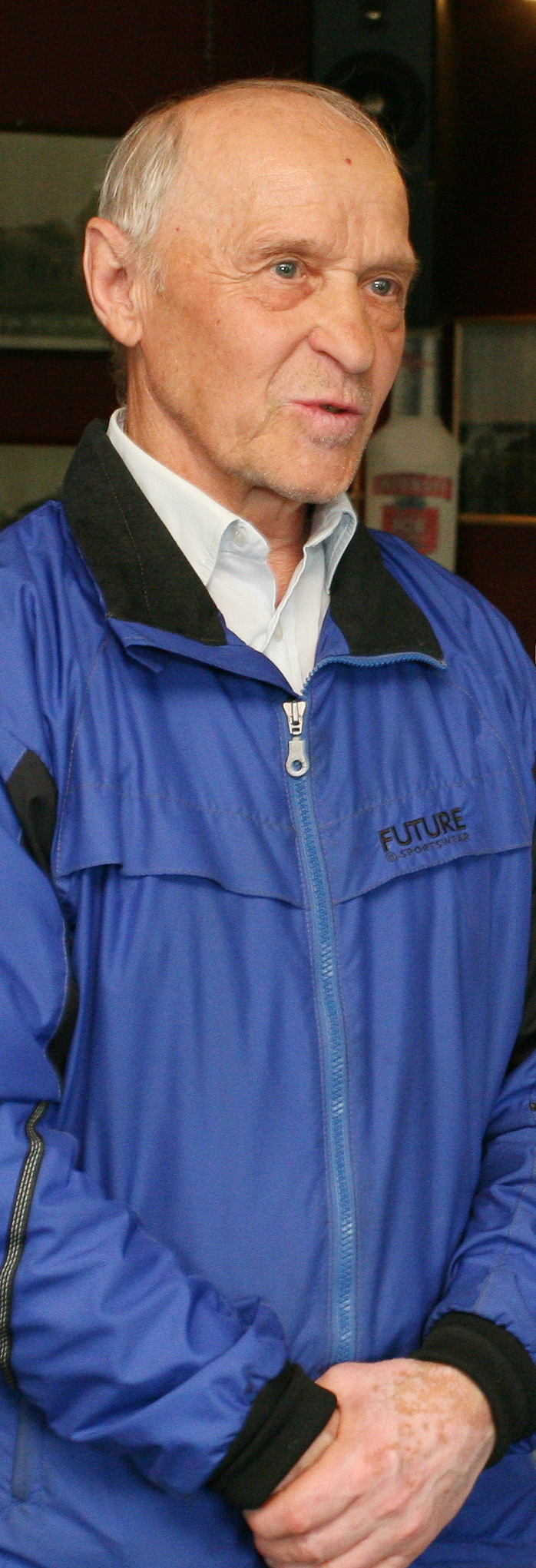
パヴェル・コルチン／12月30日没

## （1日 - 15日）
- 12月1日 - 山崎宏[1]、日本の医師（* 1908年)
- 12月1日 - アドリアーン・ブラウ[2]、オランダの天文学者（* 1914年)
- 12月1日 - 西尾邦夫、日本の文学者、国士舘大学名誉教授（* 1929年)
- 12月2日 - ロン・サント[3]、アメリカ合衆国の元プロ野球選手【シカゴ・カブス所属】（* 1940年)
- 12月3日 - スキップ・ヤング[4]、アメリカ合衆国のプロレスラー（* 1951年)
- 12月4日 - 槙枝元文、日本の労働運動家、日本教職員組合元委員長、日本労働組合総評議会元議長（* 1921年)
- 12月4日 - 茂山千之丞、日本の狂言師（* 1923年)
- 12月4日 - キング・イヤウケア、アメリカ合衆国のプロレスラー（* 1938年)
- 12月5日 - 李泳禧、大韓民国のジャーナリスト（* 1929年)
- 12月7日 - 大谷藤郎、日本の元厚生官僚、国際医療福祉大学学長（* 1924年)
- 12月7日 - 賀川鐵一、日本の実業家、元日鉱金属社長（* 1937年)
- 12月8日 - 田中明、日本の朝鮮半島研究者（* 1926年)
- 12月8日 - 島津尚純、日本の政治家、元衆議院議員（* 1945年)
- 12月9日 - 林義雄、日本の童画画家（* 1905年)
- 12月9日 - 豊田正子、日本の作家・随筆家（* 1922年)
- 12月9日 - ジェームス・ムーディー(James Moody)、アメリカ合衆国のサクソフォーン奏者・フルート奏者（* 1925年)
- 12月9日 - 松崎明、日本の労働運動家、元国鉄動力車労働組合委員長（* 1936年)
- 12月9日 - ボリス・ティシチェンコ、ロシア連邦の作曲家（* 1939年)
- 12月9日 - 上杉佳郎、日本のオーディオ研究者（* 1942年)
- 12月10日 - ジョン・フェン、アメリカ合衆国の化学者（* 1917年)
- 12月10日 - マルセル・ドミンゴ、フランスの元サッカー選手（* 1924年)
- 12月10日 - 正司玲児、日本の漫才師（* 1939年)
- 12月12日 - 清水貢、元高校野球監督（* 1929年）
- 12月12日 - トム・ウォーキンショー、スコットランドのレーシングドライバー、レーシングチームマネージャー（* 1946年)
- 12月13日 - 渡部猛、日本の声優（* 1936年)
- 12月13日 - リチャード・ホルブルック、アメリカ合衆国の外交官（* 1941年)
- 12月15日 - 戌井市郎、日本の演出家、劇団経営者（* 1916年)
- 12月15日 - ボブ・フェラー、アメリカ合衆国の元プロ野球選手【クリーブランド・インディアンス所属】( * 1918年)
- 12月15日 - ブレイク・エドワーズ、アメリカ合衆国の映画監督、脚本家（* 1922年)
- 12月15日 - ハンス・モーティア、オランダのプロレスラー（* 1924年）
- 12月15日 - ジャン・ローラン、フランスの映画監督（* 1938年)

## （16日 - 31日）
- 12月16日 - 矢加部勝美、日本のジャーナリスト、毎日新聞元記者、日本労働ペンクラブ初代代表（* 1918年)
- 12月16日 - 井上喜一、日本の政治家、元衆議院議員、元防災担当大臣（* 1932年)
- 12月17日 - フィル・キャバレッタ、アメリカ合衆国の元プロ野球選手【シカゴ・カブス所属】（* 1916年)
- 12月17日 - 藤井総四郎、日本の実業家、不二家元社長（* 1916年)
- 12月17日 - 工藤昭雄、日本の英文学者（* 1930年)
- 12月17日 - キャプテン・ビーフハート、アメリカ合衆国の音楽家、画家（* 1941年)
- 12月18日 - ジャクリーヌ・ド・ロミイー(Jacqueline de Romilly)、フランスの文献学者・西洋古典学者、アカデミー・フランセーズ席次7（* 1913年)
- 12月18日 - マックス・ヤンマー、イスラエルの物理学者（* 1915年)
- 12月19日 - 押田司、日本の野球監督【中京商業高等学校野球部元監督、西濃運輸硬式野球部初代監督】（* 1936年)
- 12月20日 - 水野康、日本の医学博士、日本循環器学会元会長、藤田保健衛生大学名誉教授（* 1926年)
- 12月21日 - エンツォ・ベアルツォット、イタリアの元サッカー選手、同国代表元監督（* 1927年)
- 12月21日 - 小寺弘之、日本の政治家、自治官僚、第13-16代群馬県知事（* 1940年)
- 12月22日 - 安宇植、在日朝鮮人の朝鮮語文学研究者、桜美林大学名誉教授（* 1932年)
- 12月22日 - 野上正義、日本の俳優（* 1940年)
- 12月23日 - 渡部通子、日本の政治家、元公明党参議院議員、元衆議院議員（* 1932年)
- 12月24日 - 寺島アキ子、日本の劇作家、脚本家（* 1926年)
- 12月25日 - バド・グリーンスパン、アメリカ合衆国の映画監督（* 1926年)
- 12月25日 - 野村万之介、日本の和泉流狂言師（* 1939年)
- 12月25日 - 一之瀬綾子、日本の漫画家（* 生年不明）
- 12月26日 - 別府隆彦、日本の元野球監督【明治大学野球部元監督】（* 1926年)
- 12月26日 - 曽我廼家鶴蝶、日本の女優 （* 1928年)
- 12月26日（遺体発見日） - 池田敏春、日本の映画監督（* 1951年)
- 12月26日 - ティーナ・マリー、アメリカ合衆国のミュージシャン（* 1956年)
- 12月26日 - サルバドール・ホルヘ・ブランコ(Salvador Jorge Blanco)、元ドミニカ共和国大統領（* 1926年)
- 12月27日 - 伊藤正己、日本の法学者、元最高裁判所判事、東京大学名誉教授（* 1919年)
- 12月28日 - 峯山冨美、日本の市民運動家、「小樽運河を守る会」元会長（* 1914年)
- 12月28日 - ビリー・テイラー(Billy Taylor)、アメリカ合衆国のジャズピアニスト（* 1921年)
- 12月28日 - 高峰秀子、日本の映画女優（* 1924年)[5]
- 12月28日 - 竜鉄也、日本の歌手（* 1936年)
- 12月28日 - ベニー・ブリスコ、アメリカ合衆国のボクサー（* 1943年)
- 12月30日 - パヴェル・コルチン、旧ソビエト連邦の元ノルディックスキー選手（* 1930年)
- 12月30日 - 寺井良雄、日本の能楽師、宝生流シテ方（* 1941年)
- 12月31日 - 本村哲郎、日本の自衛官、元自衛艦隊司令官（* 1917年)
- 12月31日 - サムライ勇、日本の漫才師（* 1938年)
- 12月31日 - 史鉄生、中華人民共和国の作家（* 1951年)
- 12月31日 - 張建紅、中華人民共和国の詩人、作家（* 1958年)